# أتوا فافين
أتوا فافین (بالإنجليزية: Atua Farine)‏ كائن بولينيزي (في توكوبيا) خالق.